# Вильфор (пьеса)
«Вильфор» (фр. Villefort) — драма французского писателя Александра Дюма-отца, написанная им совместно с Огюстом Маке на основе романа «Граф Монте-Кристо» и впервые поставленная на сцене в 1851 году. Стала заключительной частью драматической трилогии, в которую вошли также пьесы «Монте-Кристо» (1848) и «Граф де Морсер» (1851).

## Сюжет
В пьесе используется одна сюжетная линия из романа «Граф Монте-Кристо», публиковавшегося в 1844—1845 годах и имевшего огромный успех. Молодой моряк из Марселя Эдмон Дантес из-за доноса трёх завистников проводит в заключении 14 лет. Он совершает побег, становится обладателем несметного богатства благодаря кладу, о котором ему рассказал товарищ по несчастью аббат Фариа, и начинает мстить своим врагам. В «Вильфоре» Дантес мстит прокурору Вильфору, когда-то отправившему его в тюрьму, чтобы обезопасить своего отца-контрабандиста: Вильфор сходит с ума, когда узнаёт, что женился на отравительнице и что уголовник Бенедетто, разоблачённый графом Монте-Кристо, — внебрачный ребёнок, от которого он когда-то пытался избавиться.

## История текста
Пьеса была написана Александром Дюма совместно с Огюстом Маке — его соавтором по ряду романов, включая «Графа Монте-Кристо». Премьера прошла 8 мая 1851 года в театре Комик-Амбигю. «Вильфор» стал заключительной частью драматической трилогии: в 1848 году зрители увидели пьесу «Монте-Кристо», а в 1851 году — пьесу «Граф де Морсер».
В 1894 году Эмиль Блаве создал единый спектакль по трилогии, который четыре вечера подряд шёл в театре Порт-Сен-Мартен. При этом все пьесы подверглись заметным изменениям.